# Черкасов, Мокей Романович
Моке́й Рома́нович Черка́сов (около 1670 −1731) — русский судостроитель петровского времени, галерный мастер, построил более 100 галер, скампавей и прамов для флота Петра I, первым из русских судостроителей освоил строительство галер французского типа, участник Гангутского сражения.

## Биография
Мокей Черкасов родился в приладожской деревне Олонецкого уезда приблизительно в 1670 году. С 1703 года работал «записным» плотником на Олонецкой верфи, где под руководством галерного мастера Юрия Русинова участвовал в постройке «государевой» галеры, которую заложил лично царь Пётр I.
В декабре 1706 году ученик галерного дела Черкасов самостоятельно заложил свою первую галеру на Олонецкой верфи, которую построил в 1707 году. Пётр I, обратив внимание на умелого и сметливого плотника, распорядился отдать Мокея Черкасова в ученики галерному мастеру Николаю Муцину, который строил суда на Галерном дворе Санкт-Петербурга. Под руководством Н. Муцина Черкасов проработал до 1713 года. В 1713 году с Олонецкой верфи в Санкт-Петербург на Галерный двор был переведён Юрий Русинов, который взял себе в помощники Мокея Черкасова. В мае того же года Черкасов был послан в Новгородский и Старорусский уезды для заготовки леса на постройку новых скампавей.
В июле 1714 году решением Адмиралтейств-коллегии Черкасов был произведён в подмастерья скампавейного дела и во главе команды из восьми плотников был направлен на эскадру генерал-адмирала Ф. М. Апраксина, для ремонта галер и скампавей, готовящихся к морскому сражению с кораблями шведов в период Великой Северной войны. В течение двух месяцев продолжался переход Галерной эскадры Апраксина шхерными фарватерами к рейду Твермине у полуострова Ганге-Удд (Ханко). В ходе похода ремонтная команда Черкасова ежедневно чинила повреждённые при посадке на мель или от столкновения суда эскадры.
Для внезапности нападения Пётр I решил обойти шведскую эскадру Густава Ватранга. Он принял решение часть своих галер перебросить в район севернее Гангута через перешеек этого полуострова длиной в 2,5 километра. Для выполнения этого замысла он приказал построить «переволоку» (деревянный настил). Пётр вместе с Черкасовым детально разработал конструкцию волоков, и команда Черкасова в короткий срок оборудовала не только деревянный настил для перетаскивания скампавей, но и приспособления для вытаскивания их из воды и спуска на воду на другой стороне перешейка.

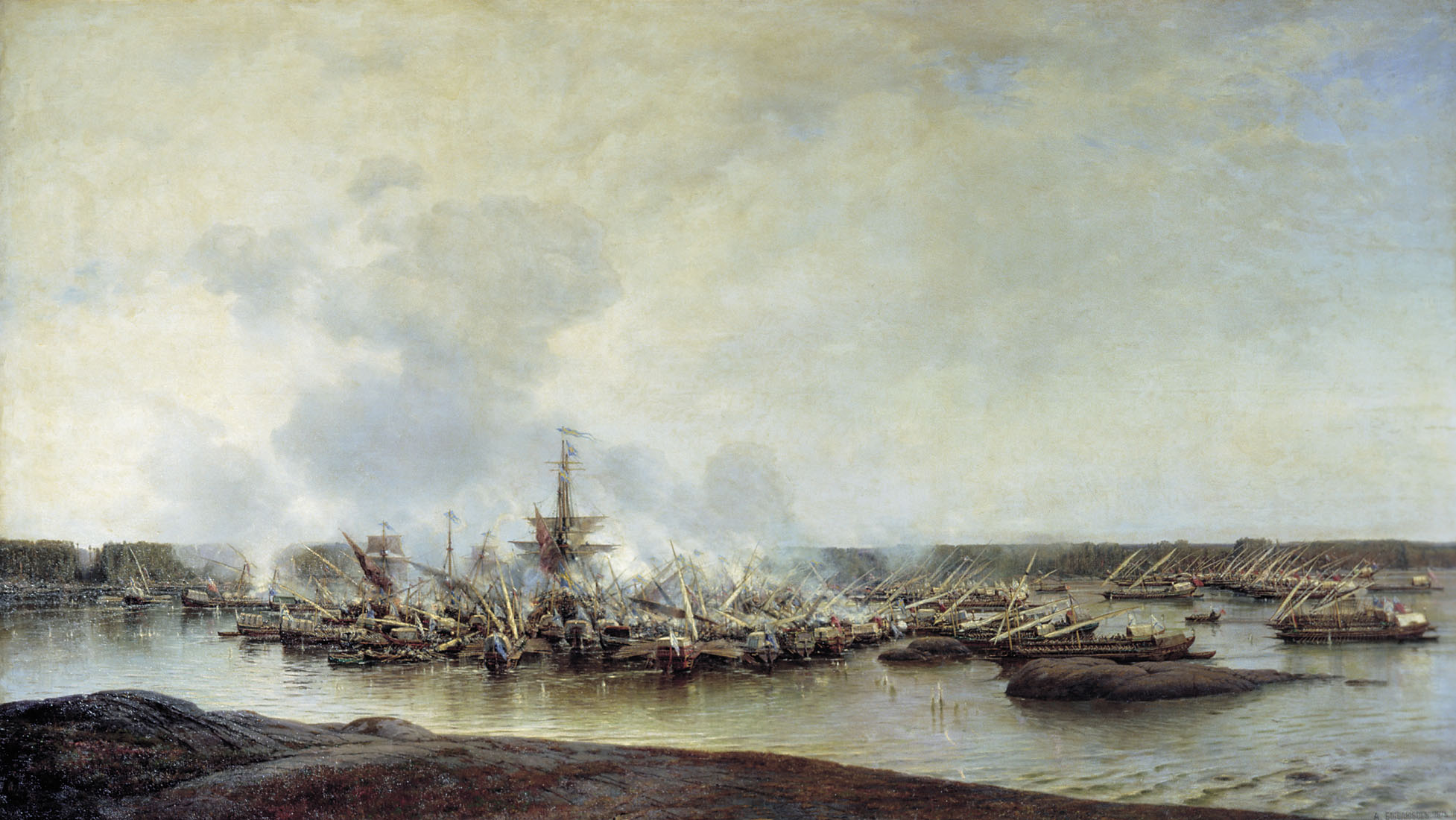
Картина Алексея Боголюбова «Сражение при Гангуте 27 июля 1714 года». (1877)

«Мокей Черкасов, первый плотник,
Кудесник корабельных дел
Всю ночь со схемами корпел
Над тем, как можно быстро, плотно
Сбить волок из сосновых стрел».— Из поэмы Дмитрия Маслова «Сражение при Гангуте»
Черкасов в составе Галерной эскадры участвовал в Гангутском сражении со шведами 25-27 июля 1714 года, положившей начало победам России на море. Мокей Черкасов и все плотники его ремонтной бригады были награждены после сражения Петром I.
В конце 1714 года Черкасова направили в Казанское адмиралтейство для постройки 15 скампавей, предназначенных в качестве подарка союзной в то время Дании. В декабре 1714 года он параллельно заложил четыре шнявы специальной постройки: «Астрахань», «Святая Екатерина», «Святой Александр» и одну без названия, которые были спущены в 1716 году и вошли в состав Каспийской флотилии. В сентябре 1716 года Черкасов был послан в Копенгаген для руководства сборкой и снаряжением 11 скампавей, которые перевозились туда из Казани в разобранном виде. После завершения сборки скампавей галерный подмастерье Мокей Черкасов вместе с корабельным мастером Питером Выбе были направлены в Росток для ремонта и строительства галер.

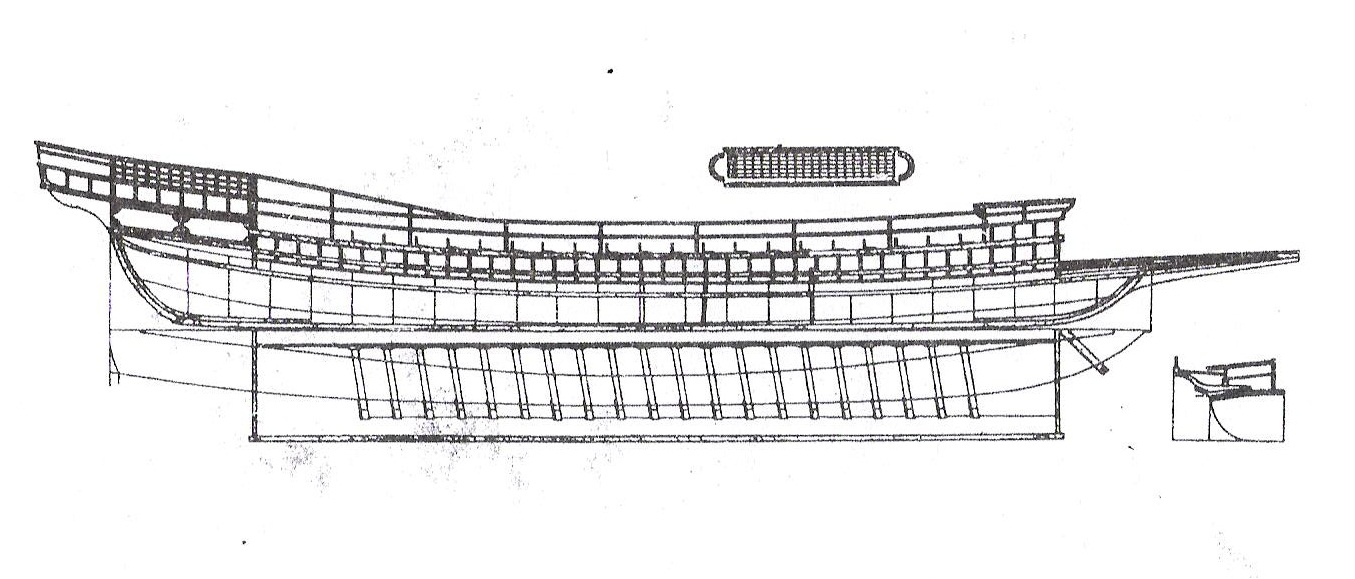
Чертеж русской 20-баночной галеры «французского маниру». 1736 год

Вернувшись на родину, Черкасов вплоть до 1719 года строил галеры и скампавеи в Санкт-Петербурге на Галерном дворе, а затем был прикомандирован к французскому галерному мастеру Клавдию Ниулону, чтобы научиться строить эти суда «на французский манер». Черкасов быстро освоил методы французского мастера и вскоре сам построил пять «новоманерных» галер. 9 декабря 1721 года за прилежный к галерному делу труд ему было увеличено ежемесячное жалование до 8 рублей.
22 февраля 1724 году Черкасов был направлен в Брянск, где построил для Днепровской флотилии по чертежу Федосея Скляева 10 плоскодонных галер и 5 прамов. Был произведён в галерные мастера и назначен заведовать Киевской верфью, где ему помогал строить суда способный подмастерье Андрей Алатчанинов, ставший впоследствии также известным галерным мастером.
С 1728 года Черкасов ведал на Галерном дворе в Санкт-Петербурге всеми материалами и припасами, и одновременно продолжал строить новые гребные суда. в 1728 году построил пять 20-баночных галер. В 1730 году приступил к постройке двух галер, но заболел чахоткой и 3 февраля 1731 года умер. Похоронен на Охтинском кладбище в Санкт-Петербурге.